# Mary Ruefle
Mary Ruefle, née en 1952 dans la banlieue de Pittsburgh en Pennsylvanie, est une femme de lettres, une essayiste  et une poète américaine. Elle est l'auteur de onze recueils de poésie.
Plusieurs de ses écrits sont parus dans des revues littéraires américaines, dont The American Poetry Review, Verse Daily, The Believer, Harper's Magazine ou The Kenyon Review. Ses poèmes sont également parus dans plusieurs anthologies, dont les ouvrages Best American Poetry, Great American Prose Poems (2003), American Alphabets: 25 Contemporary Poets (2006) et The Next American Essay (2002).

## Publications

### Recueils de poésie
- Trances of the Blast, éd. Wave Books, 2013,
- Selected Poems, éd. Wave Books, 2010,
- Indeed I Was Pleased with the World, éd. Carnegie-Mellon University Press, 2007,
- A Little White Shadow, éd. Wave Books, 2006,
- Tristimania éd. Carnegie-Mellon University Press, 2004,
- Apparition Hill, éd. CavanKerry Press , 2002,
- Among the Musk Ox People,  éd. Carnegie-Mellon University Press, 2002,
- Post Meridian, éd. Carnegie-Mellon University Press, 2000,
- Cold Pluto, éd. Carnegie-Mellon University Press, 1996
- The Adamant, éd. University of Iowa Press, 1989,
- Memling's Veil , éd. University of Alabama Press ,1982,
- Life Without Speaking, éd. University of Alabama Press, 1987.

### Recueils de nouvelles
- My Private Property, éd. Wave Books, 2016,
- The Most of It, éd. Wave Books, 2008.

### Essais
- Madness, Rack, and Honey éd. Wave Books, 2012.